# Madge Syers
Florence Madeleine "Madge" Syers (nascida Cave; Londres, Inglaterra, 16 de setembro de 1881 – Weybridge, Inglaterra, 9 de setembro de 1917) foi uma patinadora artística britânica. Ela conquistou duas medalhas olímpicas em 1908, uma de ouro no individual e uma de bronze nas duplas, ao lado de seu marido Edgar Syers.

## Principais resultados

### Individual feminino
| Resultados                                            | Resultados       | Resultados      | Resultados      | Resultados      | Resultados      | Resultados      | Resultados    | Resultados    | Resultados    | Resultados    | Resultados    | Resultados    |
| Internacional                                         | Internacional    | Internacional   | Internacional   | Internacional   | Internacional   | Internacional   | Internacional | Internacional | Internacional | Internacional | Internacional | Internacional |
| Evento/Temporada                                      | 1901– 1902       | 1902– 1903      | 1903– 1904      |                 | 1905– 1906      | 1906– 1907      | 1907– 1908    |               |               |               |               |               |
| ----------------------------------------------------- | ---------------- | --------------- | --------------- | --------------- | --------------- | --------------- | ------------- | ------------- | ------------- | ------------- | ------------- | ------------- |
| Jogos Olímpicos                                       |                  |                 |                 |                 |                 | Medalha de ouro |               |               |               |               |               |               |
| Campeonato Mundial                                    | Medalha de prata |                 |                 | Medalha de ouro | Medalha de ouro |                 |               |               |               |               |               |               |
| Nacional                                              |                  |                 |                 |                 |                 |                 |               |               |               |               |               |               |
| Campeonato Britânico                                  |                  | Medalha de ouro | Medalha de ouro |                 |                 |                 |               |               |               |               |               |               |
|                                                       |                  |                 |                 |                 |                 |                 |               |               |               |               |               |               |
| Legenda: Competição não foi disputada nesta temporada |                  |                 |                 |                 |                 |                 |               |               |               |               |               |               |

### Duplas com Edgar Syers
| Jogos Olímpicos | Medalha de bronze |